# 梦幻模拟战II
《梦幻模拟战II》是一款由日本Computer System以Masaya名義製作的戰略角色扮演遊戲。游戏首先于1994年在日本地区Mega Drive发行。游戏后在超级任天堂版本中以「Der Langrisser」发行。在此版本中，添加了许多支线任务。此外游戏也在PC-FX、世嘉土星和PlayStation等平台发行。
在超级任天堂版本中，本游戏是最先能够让玩家选择任务路线的游戏之一。
Fami通给与本游戏31/40的得分。